# Poly(p-phenylen-2,6-benzobisoxazol)
Poly(p-phenylen-2,6-benzobisoxazol) (PPBO, PBO) ist ein synthetisches Hochleistungs-Polymer, das hauptsächlich durch die Entwicklung der Raumfahrtindustrie bei der US Air Force in den 1950er Jahren gefördert wurde. 
Bekannt ist vor allem die daraus bestehende und unter der Marke Zylon vertriebene synthetische Faser des Herstellers Toyobo mit Sitz in Osaka, Japan.
Die Entwicklung der Faser wurde insbesondere zu Beginn der 1990er Jahre durch den Beitritt von Toyobo C. zur Dow Chemical Co. vorangebracht. Aber Dow Chemical stoppte sein Entwicklungsprogramm und erteilte Toyobo Co. die Lizenz für die Produktion der PBO-Faser, die ab 1998 kommerziell hergestellt wurde.

## Herstellung
Die Herstellung des Polymers gelingt ausgehend von 4,6-Diaminoresorcinoldihydrochlorid und Terephthalsäuredichlorid oder Terephtalsäure.
Die Polymerisation wird in Polyphosphorsäuren durchgeführt. Zwangsläufig wird dadurch das PBO-Polymer mit Phosphorsäureeinheiten kontaminiert, was die Hydrolyse des Benzoxazolrings unter Feuchtigkeits- und Lichteinfluss und damit einen Abbau des mechanischen Zusammenhalts der PBO-Fasern verursacht. Um das zu vermeiden, wird an neuen Verfahren gearbeitet, die z. B. AuPd-Katalysatoren verwenden.
Die Faser wird direkt aus der polymerisierten nematischen flüssigkristallinen PBO-Spinnlösung mittels eines Trockenstrahl-Nassspinnverfahrens ersponnen. Von einem Aufnahmetank gelangt die Spinnlösung in einen Extruder, von dem unter Wärme und Druck ein Strahl der Spinnlösung durch einen Luftspalt in das Koagulationsbad gelangt. Dort wandelt sich der Spinnstrahl in eine feste Polymerfaser um. Die koagulierte Faser wird gewaschen, getrocknet und wärmebehandelt unter Zugbeanspruchung. Anschließend werden die Fasern auf Spulen aufgewickelt. Die Koagulationsbedingungen haben einen bedeutenden Einfluss auf die endgültige Faserstruktur und auf die mechanischen Eigenschaften. Ein langsamer Koagulationsprozess ermöglicht eine bessere Steuerung der Faserstruktur und eine Erhöhung des Zugmoduls. Auch die Abzugsgeschwindigkeit erhöht mit steigendem Wert die Zugfestigkeit und den Zugmodul.

## Zylon-Faser

### Eigenschaften
Die Zylon-Faser ist goldfarben und in ihrem Erscheinungsbild gleich zu dem der p-Aramidfaser Kevlar.
Es gibt zwei Typen von Zylon: Zylon AS (as spun) und Zylon HM (high modulus).
Beide Arten werden in der Faserfeinheit von 1,7 dtex hergestellt und weisen eine Dichte von 1,54 g/cm³ auf. Bei einer relativen Luftfeuchte von 65 % nimmt der AS-Typ 2,0 % und der HM-Typ 0,6 % Feuchte auf. Zylon schmilzt nicht, sondern zersetzt sich bei einer Temperatur von 650 °C. Die Zugfestigkeit weist bei beiden Typen 5,8 GPa auf. Der Zugmodul liegt beim AS-Typ bei 180 GPa, beim HM-Typ bei 270 GPa.
Die Zylon-Fasern sind als Filamente, Kurzfasern (1, 3 und 6 mm Schnittlänge), Stapelfasern (nur AS Typ in 44 und 76 mm Schnittlänge) und Stapelfasergarne verfügbar.

### Verwendung
Die PBO Faser Zylon  ist Bestandteil verschiedener Produkte der Schutzausrüstungen (z. B.  (Schutzwesten) für Feuerwehrmänner, Sicherheitshandschuhe), der Sportausrüstungen(z. B. Fahrradspeichen, Tennisschläger, Federballschläger, Snowboards, Rennautos), Materialien für die Industrie(z. B. hitzebeständige Filze, Kabelabdeckung für Schweißanlagen, Zementverstärkungen).
Die Schutzleistung einer Schutzweste mit Zylon nimmt nach einigen Jahren ebenso wie beim Feuchtwerden des Stoffes ab. Für die zwischenzeitlich bei der Polizei in Nordrhein-Westfalen eingesetzten, besonders leichten Schutzwesten aus Zylon wurde daher ein Austausch gegen Westen aus Aramid-Fasern beschlossen.
Seit der Saison 2007 werden von der FIA in der Formel 1 zehn Millimeter starke Platten aus Zylon als seitlicher Eindringungsschutz vorgeschrieben. Seit der Saison 2008 sind ähnliche, sieben Millimeter starke Platten auch in der IndyCar Series vorgeschrieben. Vor der Formel-1-Weltmeisterschaft 2011 wurden die Sicherheitsbedingungen der Autos noch einmal verschärft. Zylon schützt jetzt auch die Beine des Fahrers und nicht nur den Oberkörper. Erzielt wird das ganze durch die seitliche Aufbringung von Zylonplatten auf das Monocoque.
Eine weitere Anwendung finden PBO-Kabel auf Segelyachten. Dort werden sie unter anderem für Stage und Wanten verwendet. Vorteile gegenüber traditionellem Draht-Tauwerk sind geringeres Gewicht (Gewichtsvorteil 80 bis 90 %), ein erheblich steiferes Rigg und ein geringerer Windwiderstand. Nachteil ist die Empfindlichkeit auf äußere Einflüsse wie Feuchtigkeit und Ultraviolettstrahlung.